# Oficer czasu wojny
Oficer czasu wojny, oficer na czas wojny – oficer Wojska Polskiego II RP o szczególnym stosunku do służby wojskowej.
Artykuł 102 ustawy o podstawowych obowiązkach i prawach oficerów Wojsk Polskich stwierdzał, że ochotnicy, o ile nie są obowiązani do służby wojskowej oraz powołani do świadczeń wojennych, mogą otrzymać tytuł oficera czasu wojny w stopniu odpowiednim do stanowiska, na które zostali przeznaczeni, o ile posiadają na nie odpowiednie kwalifikacje.
Z dniem 18 marca 1937 roku ustanowiony został następujący podział oficerów ze względu na stosunek do służby wojskowej:
1. oficerowie służby stałej,
2. oficerowie stanu spoczynku,
3. oficerowie rezerwy,
4. oficerowie pospolitego ruszenia,
5. oficerowie na czas wojny,
6. oficerowie w stopniach honorowych,
7. oficerowie kontraktowi.

Oficerów na czas wojny mianował na poszczególne stopnie oficerskie Naczelny Wódz.
Oficerem w stopniu podporucznika jako oficera na czas wojny można mianować podoficera lub szeregowca posiadającego odpowiednie kwalifikacje moralne za czyn wyjątkowego męstwa na polu bitwy.
Mianowanie oficerem na czas wojny mogło nastąpić na jeden ze stopni wymienionych w dekrecie niezależnie od stosunku do służby wojskowej. Warunki mianowania oficerów na czas wojny określał Naczelny Wódz.
Po zarządzeniu częściowej lub ogólnej demobilizacji, Prezydent RP na wniosek Ministra Spraw Wojskowych mógł oficera na czas wojny:
- mianować oficerem służby stałej,
- przenieść do rezerwy lub pospolitego ruszenia,
- zwolnić od powszechnego obowiązku wojskowego,
- przenieść w stan spoczynku jeżeli nabył prawo do zaopatrzenia emerytalnego.

Mianowanie oficera na czas wojny na oficera służby stałej uzależnione było od zgody zainteresowanego.
Oficer na czas wojny miał prawo podawać po określeniu stopnia i korpusu osobowego wyrazy: „na czas wojny” np. podporucznik piechoty na czas wojny (ppor. piech. na cz. w.).
W czasie II wojny światowej porucznikami na czas wojny mianowani zostali między innymi Feliks Selmanowicz, Marian Rejewski i Henryk Zygalski, urzędnicy kontraktowi zatrudnieni w Biurze Szyfrów Oddziału II Sztabu Głównego WP.